# Krummendorf (Rostock)
Krummendorf ist ein Ortsteil im Nordosten von Rostock und gehört zum Stadtbereich Rostock-Ost.

## Lage
Im östlichen Teil umfasst das Gebiet den Güterbahnhof Rostock-Seehafen, im Norden wird es begrenzt durch die Autobahn 19 und deren Fortsetzung als städtische Straße. Im Westen ist die Grenze die Unterwarnow, nach Süden hin schließen sich die Gebiete von Gehlsdorf und Toitenwinkel an. Zum Ortsteil Krummendorf gehören ebenfalls die Ortslagen Oldendorf und Warnowrande. Die Höhenlage beträgt zwischen 2 und 7 Metern ü. NN.

## Größe
Die Fläche Krummendorfs beträgt etwa 6 km², dabei leben hier nur etwa 300 Einwohner.

## Geschichte
Im 13. Jahrhundert sollen die Junker und Gutsbesitzer von Moltke im Besitz des Dorfes gewesen sein.
Wichtiger Erwerbszweig war neben der Landwirtschaft die Warnow-Fischerei, was immer wieder zu Konflikten mit der Stadt Rostock führte, welche die Warnow für sich beanspruchte.
Die Eingemeindung nach Rostock erfolgte am 1. Juli 1950.

## Wirtschaft
Neben der Eisenbahn mit Güterbahnhof und Bahnbetriebswerk gibt es nur einige kleine Gewerbebetriebe. Der Seehafen Rostock als Logistik- und Industriegebiet gehört nicht zum Gebiet von Krummendorf, jedoch sorgen dessen Erweiterungspläne immer wieder für Kontroversen. Ansonsten hat der Ortsteil ein dörfliches Gepräge mit landwirtschaftlichen Nutzflächen, Kleingärten und kleinen Waldstücken, wie den Oldendorfer Tannen.

## Verkehr
Zu erreichen ist Krummendorf über die Bundesautobahn 19, Anschlussstelle Rostock-Überseehafen.
Die frühere Autofährverbindung Schmarl-Oldendorf wurde mit Inbetriebnahme des Warnowtunnels eingestellt.
Krummendorf ist in das städtische Busliniennetz eingebunden.